# Protonebula cupreata
Protonebula cupreata là một loài bướm đêm trong họ Geometridae.